# 深井站 (日本)
深井站（日语：／ Fukai eki */?）是一個位於大阪府堺市中區深井澤町，屬於南海電氣鐵道泉北線的鐵路車站。車站編號為NK88。
是中區唯一的車站。

## 車站構造
島式月台1面2線的高架車站。月台有效長度為10節。閘口、大堂位於2樓，閘口只限1個。月台位於3樓，由於月台位於彎道上，停車時車輛會傾側。

### 月台配置
| 月台 | 路線   | 方向 | 目的地                             |
| ---- | ------ | ---- | ---------------------------------- |
| 1    | 泉北線 | 下行 | 泉丘、光明池、和泉中央方向         |
| 2    | 泉北線 | 上行 | 中百舌鳥、（高野線）堺東、難波方向 |

## 相鄰車站
南海電氣鐵道
 泉北線
■區間急行
堺東（NK56）（高野線）－深井（NK88）－泉丘（NK89）
■準急、■各站停車
中百舌鳥（NK59）－深井（NK88）－泉丘（NK89）

## 外部連結
- 深井站 （页面存档备份，存于） - 南海電氣鐵道